# باشگاه فوتبال اس‌کی‌بی‌سی
باشگاه فوتبال اس‌کی‌بی‌سی با نام کامل باشگاه فوتبال کلیسای باپتیست کره‌ای ساموآ (ساموآ کورین باپتیست چرچ)، یک باشگاه فوتبال از ساموآی آمریکا است.

## افتخارات
- لیگ بزرگسالان ساموآی آمریکا: ۱ قهرمانی[۲]
- جام پرزیدنت ساموآی آمریکا: ۱ قهرمانی[۳]